# Łódzka Masa Krytyczna

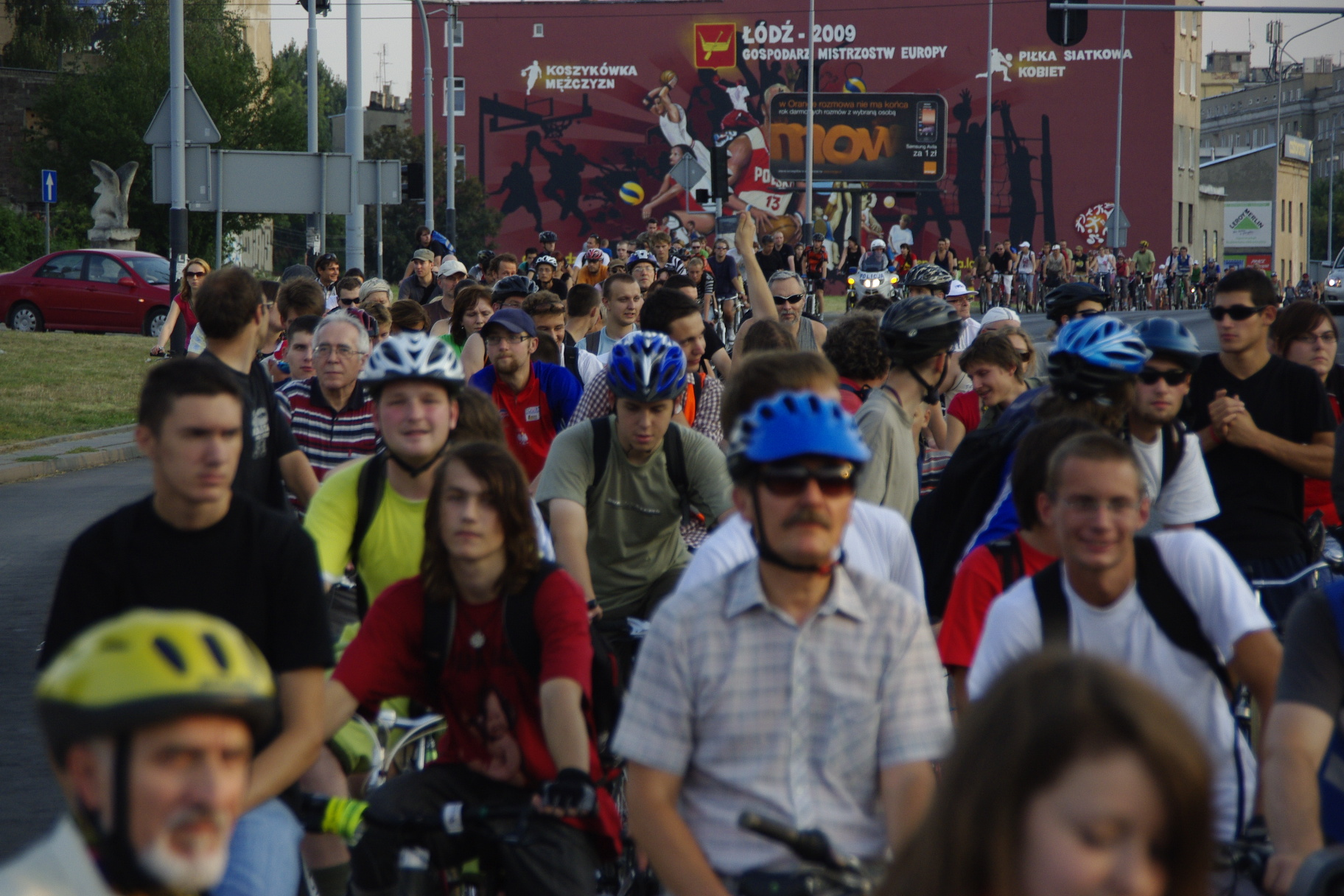
Masa Krytyczna 28 sierpnia 2009 – ul. Zachodnia

Łódzka Masa Krytyczna – odbywający się w latach 1999-2015 comiesięczny przejazd rowerowy ulicami Łodzi organizowany jako „manifestacja obecności rowerzystów w mieście”.
Trasa wiodła głównie ulicami Śródmieścia, jednak tak, aby manifestacja w kolejnych przejazdach docierała w różne części miasta. Każdorazowo wybierany był motyw przewodni imprezy, który czasem bywał nawiązaniem do historii miasta. Organizatorzy starali się także, aby na trasie zawsze znalazły się jakieś utrudnienia w ruchu rowerowym. Podczas przejazdów w okresie letnim najczęściej pojawiało się od 200 do 400 uczestników (masowiczów), jednak wiosną 2012 nastąpił znaczący wzrost zainteresowania akcją – od kwietnia 2012 w każdej kolejnej Masie uczestniczyło ponad tysiąc osób. Najliczniejsza łódzka Masa odbyła się 28 czerwca 2013 roku. Według pomiaru organizatorów przeprowadzonego na zakończenie trasy – poprzez rozdanie uczestnikom ponumerowanych „szprychówek” – uczestniczyło w niej 2183 rowerzystów. Przejazd rozpoczynał się w każdy ostatni piątek miesiąca w pasażu Schillera (ul. Piotrkowska 112) o godzinie 18:00.

## Historia

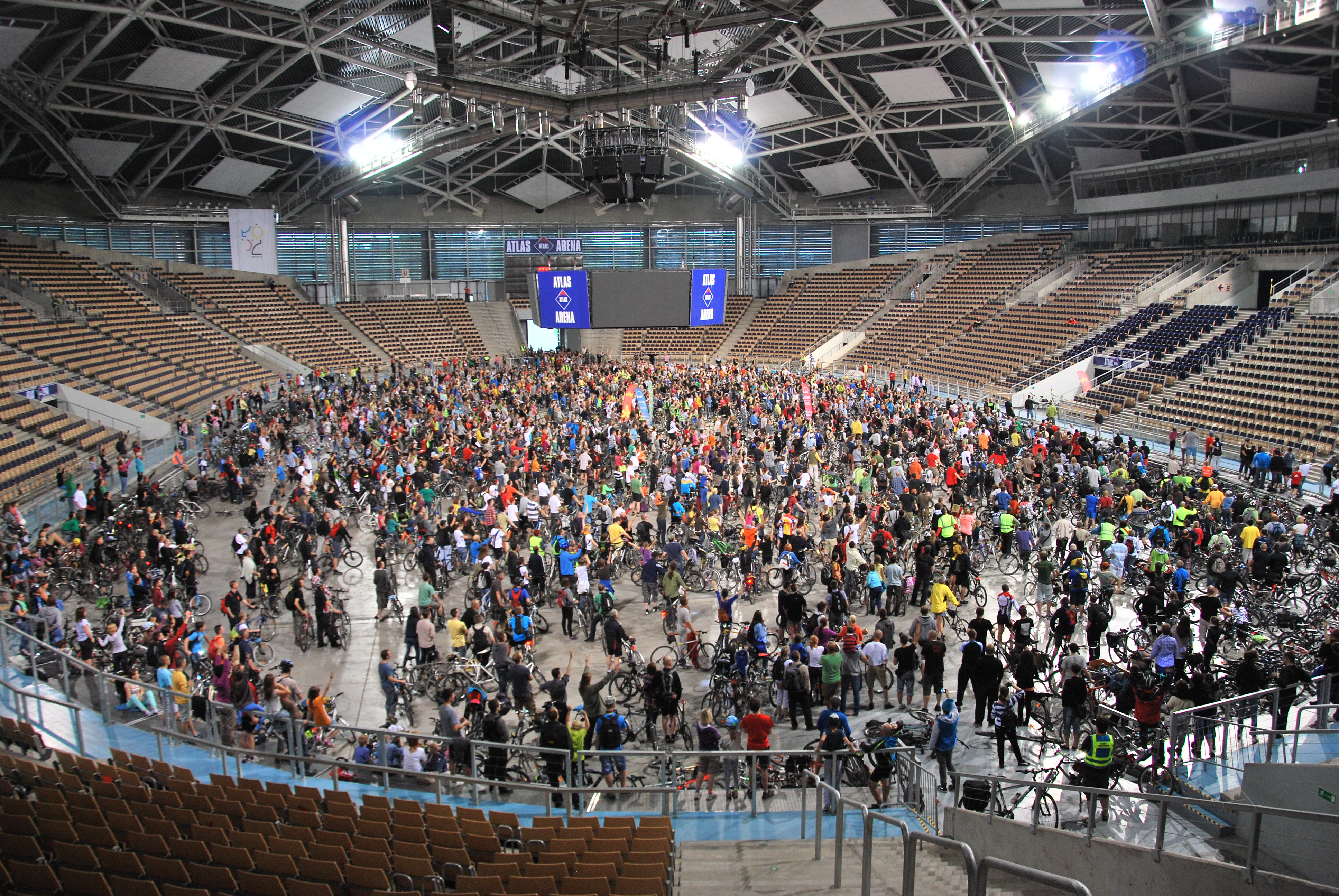
Masa Krytyczna 28 czerwca 2013 zgromadziła na zakończeniu w Atlas Arenie 2183 osoby

Łódzka Masa odbywała się od 1999 roku (pierwsza odbyła się 19 czerwca). Przez pierwszy okres organizatorem Masy był Obywatelski Ruch Ekologiczny, w tym czasie przejazdy odbywały się nieregularnie. Przez kolejnych kilka lat Masa odbywała się bez formalnych organizatorów. Od kwietnia 2009 roku cały przejazd był zalegalizowany i zgłaszany do władz miasta, a formalnym organizatorem została Fundacja Normalne Miasto – Fenomen. Fundacja współpracuje także przy organizacji corocznego rajdu Odjazdowy Bibliotekarz. Ostatni przejazd miał miejsce jesienią 2015 r.

## Tematy przejazdów

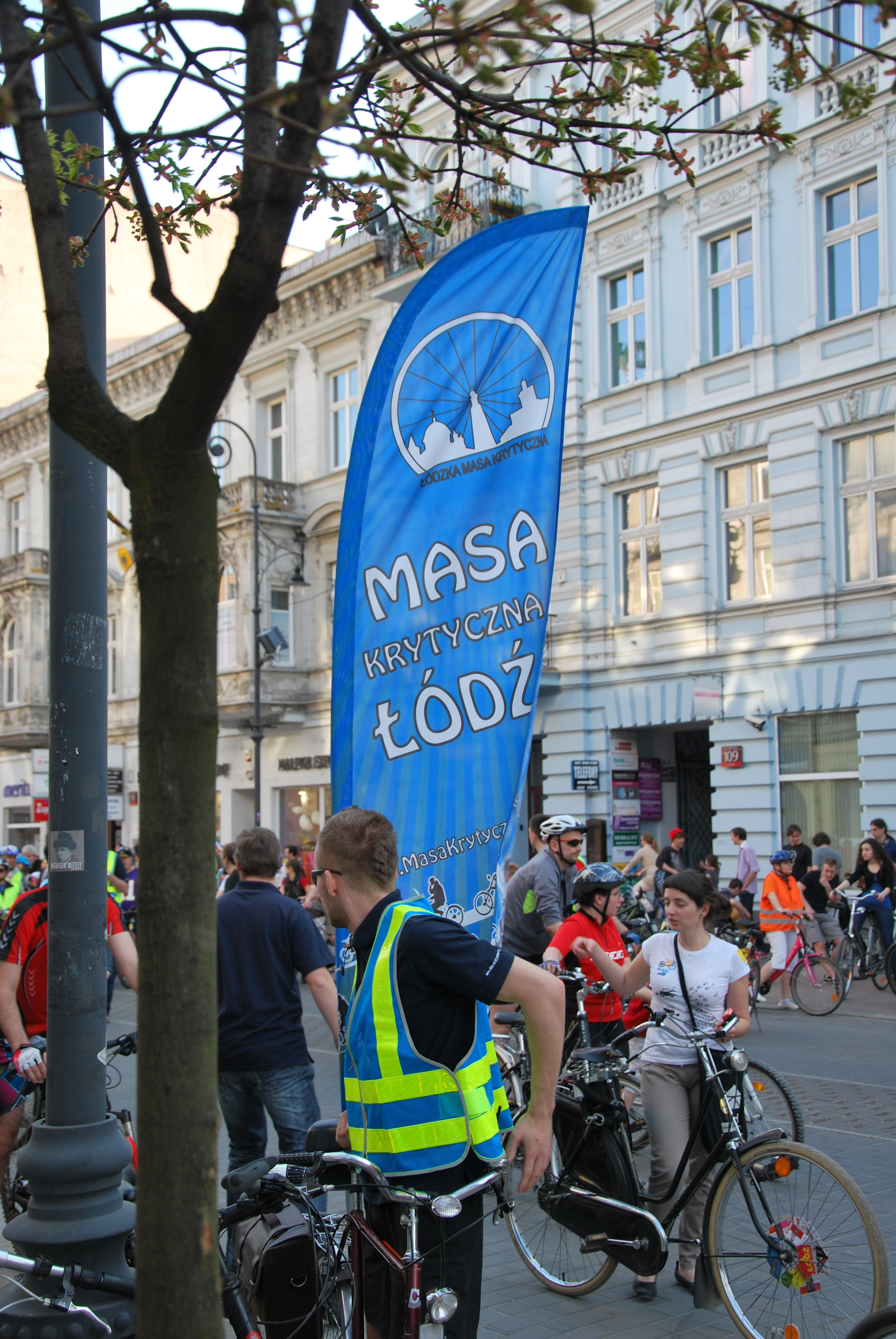
Masa Krytyczna ma swoje służby porządkowe – „niebieskie kamizelki”

Łódzkie przejazdy Masy są manifestacjami obecności rowerzystów, ale organizatorzy przy okazji chcą uczestnikom przedstawić walory miasta po jakim jeżdżą. Stąd też niektóre przejazdy są tematyczne.
- w kwietniu 2009 roku okazją było zademonstrowanie jak za pomocą sieci łódzkich dróg rowerowych przejechać z ulicy Piotrkowskiej do Manufaktury. Najkrótsza droga rowerowa pomiędzy tymi nieodległymi punktami wyniosła ponad 7 km, a sam przejazd zajął rowerzystom prawie dwie godziny.
- w sierpniu 2009 roku łódzcy masowicze pojechali śladem miejsc upamiętniających ofiary getta[3].
- w maju 2010 roku, z okazji odbywających się w mieście juwenaliów uczestnicy Masy odwiedzili osiedla akademickie Politechniki Łódzkiej i Uniwersytetu Łódzkiego.
- w czerwcu 2010 roku przypadała 105. rocznica powstania łódzkiego. Z tej okazji uczestnicy pojechali przez miejsca historycznie związane z tymi wydarzeniami.
- w lipcu 2010 po raz pierwszy na szprychówkach pojawiły się fotokody, które umożliwiają zwiedzanie Łodzi z wykorzystaniem aparatu komórkowego. Okazją był przejazd śladem łódzkich fabryk.
- w lipcu 2011 Masa jechała w dzień urodzin miasta – rocznicy nadania praw miejskich Łodzi. Punktem kulminacyjnym było wspólne odegranie hejnału Łodzi „Prząśniczki” na dzwonkach rowerowych[4].

## Liczba uczestników
| Data przejazdu   | Liczba uczestników | Długość  |
| ---------------- | ------------------ | -------- |
| kwiecień 2009    | ok. 200            | 8,2 km   |
| maj 2009         | 75                 |          |
| czerwiec 2009    | 150                | 15,37 km |
| lipiec 2009      | 192                | 9,36 km  |
| sierpień 2009    | 250                | 11,46 km |
| wrzesień 2009    | 266                | 10,17 km |
| październik 2009 | 134                | 10 km    |
| listopad 2009    | 197                | 9,2 km   |
| grudzień 2009    | 27                 |          |
| styczeń 2010     | 44                 | 6 km     |
| luty 2010        | 92                 | 6,14 km  |
| marzec 2010      | 290                | 10 km    |
| kwiecień 2010    | 421                | 16,88 km |
| maj 2010         | 471                | 18 km    |
| czerwiec 2010    | 364                | 15,48 km |
| lipiec 2010      | 266                | 17,11 km |
| sierpień 2010    | 202                | 18,09 km |
| wrzesień 2010    | 404                | 16,2 km  |
| październik 2010 | 327                | 14,67 km |
| listopad 2010    | 176                | 13,9 km  |
| grudzień 2010    | 65                 | 9,34 km  |
| styczeń 2011     | 120                | 12,09 km |
| luty 2011        | 116                | 14,27 km |
| marzec 2011      | 300                | 14,07 km |
| kwiecień 2011    | 600                | 14,47 km |
| maj 2011         | 473                | 18,34 km |
| czerwiec 2011    | 556                | 21,46 km |
| lipiec 2011      | 777                | 17,46 km |
| sierpień 2011    | 880                | 17,05 km |
| wrzesień 2011    | 980                | 15,43 km |
| październik 2011 | 573                | 15,43 km |
| listopad 2011    | 375                | 11,65 km |
| grudzień 2011    | 229                | 13,23 km |
| styczeń 2012     | 164                | 12,10 km |
| luty 2012        | 178                | 12,88 km |
| marzec 2012      | 387                | 15,87 km |
| kwiecień 2012    | 1020               | 14,84 km |
| maj 2012         | 1431               | 22,51 km |
| czerwiec 2012    | 1476               | 23,75 km |
| lipiec 2012      | 1239               | 22,10 km |
| sierpień 2012    | 1156               | 21,84 km |
| wrzesień 2012    | 1194               | 14,37 km |
| październik 2012 | 644                | 16,21 km |
| listopad 2012    | 398                | 10,23 km |
| grudzień 2012    | 365                | 10,27 km |
| styczeń 2013     | 178                | 8,91 km  |
| luty 2013        | 230                | 11,97 km |
| marzec 2013      | 159                | 14,95 km |
| kwiecień 2013    | 1315               | 17,83 km |
| maj 2013         | 1384               | 18,7 km  |
| czerwiec 2013    | 2183               | 18,5 km  |
| lipiec 2013      | 1473               | 19,2 km  |
| sierpień 2013    | 1659               | 17,38 km |
| wrzesień 2013    | 719                | 15,69 km |
| październik 2013 | 734                | 13,65 km |
| listopad 2013    | 351                | 16,18 km |
| grudzień 2013    | 384                | 11 km    |
| styczeń 2014     | 131                | 13 km    |
| luty 2014        | 444                | 13 km    |
| marzec 2014      | 716                | 16 km    |
| kwiecień 2014    | 962                | 17,14 km |
| maj 2014         |                    |          |
| czerwiec 2014    | 945                | 22,6 km  |
| lipiec 2014      | 502                | 21 km    |
| sierpień 2014    | 978                | 23 km    |
| wrzesień 2014    | 485                | 20 km    |
| październik 2014 | 278                | 7 km     |
| listopad 2014    | 117                | 12 km    |
| grudzień 2014    | 107                | 10 km    |
| styczeń 2015     | 101                | 12 km    |
| luty 2015        | 206                | 13 km    |
| marzec 2015      | 105                | 12 km    |
| kwieceń 2015     | 477                | 15 km    |
| maj 2015         | 497                | 22 km    |
| czerwiec 2015    | 357                | 24 km    |
| lipiec 2015      | 467                | 23 km    |
| sierpień 2015    | 388                | 25 km    |
| wrzesień 2015    | 244                | 17 km    |
| październik 2015 | 425                | 17 km    |

## Kontrowersje
Masa Krytyczna była coraz częściej obiektem kontrowersji. Przeciwnicy sugerowali, że paraliżuje ona jedynie komunikację w Łodzi, antagonizuje grupy społeczne i przyczynia się tylko do promocji politycznej liderów tej imprezy. Ponadto Masa Krytyczna często nazywana formą szantażu wobec pieszych, pasażerów komunikacji miejskiej, kierowców pojazdów samochodowych oraz innych rowerzystów, którzy nie biorą udziału w tej imprezie.